# ديغو سيباستيان فيسانتي بيريارا
ديغو سيباستيان فيسانتي بيريارا (بالإسبانية: Diego Vicente)‏ (19 يوليو 1998 بمونتفيدو في الأوروغواي - ) هو لاعب كرة قدم أوروغواني في مركز الوسط. شارك مع منتخب الأوروغواي تحت 17 سنة لكرة القدم. أما مع النوادي، فقد لعب مع ريفر بليت.

## روابط خارجية
- ديغو سيباستيان فيسانتي بيريارا على موقع قاعدة بيانات كرة القدم.إي يو (الإنجليزية)
- ديغو سيباستيان فيسانتي بيريارا على موقع Soccerway.com (الإنجليزية)
- ديغو سيباستيان فيسانتي بيريارا على موقع AS.com (الإسبانية)